# Mieczysław Smorawiński

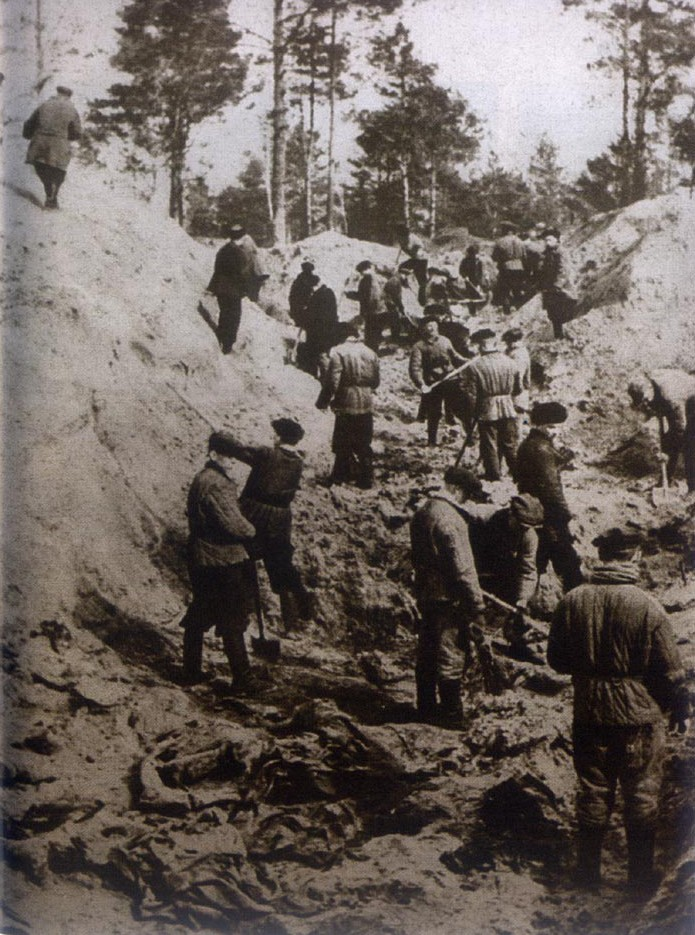
Odkopywanie największego grobu w Katyniu, w którym spoczywał m.in. gen. Smorawiński (1943)

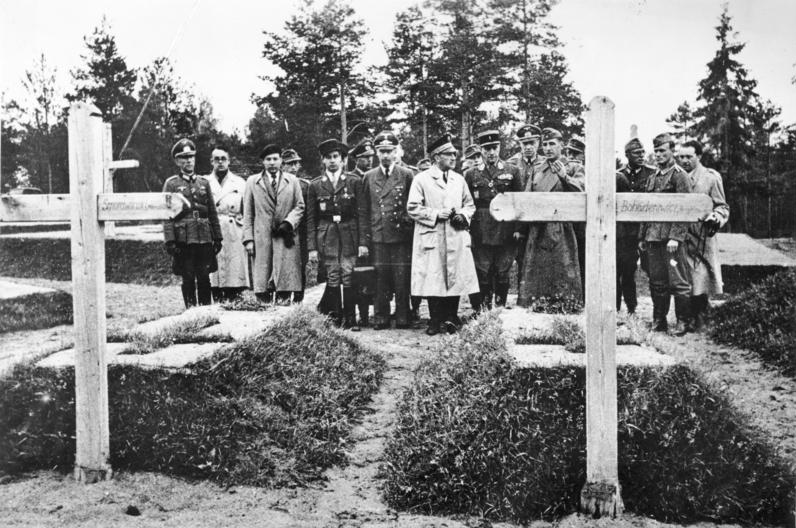
Fernand de Brinon na czele francusko-niemieckiej delegacji (stoi w środku w białym prochowcu) oraz żołnierzy Sturmbrigade SS Frankreich przed grobami polskich generałów Mieczysława Smorawińskiego i Bohaterewicza (1943)

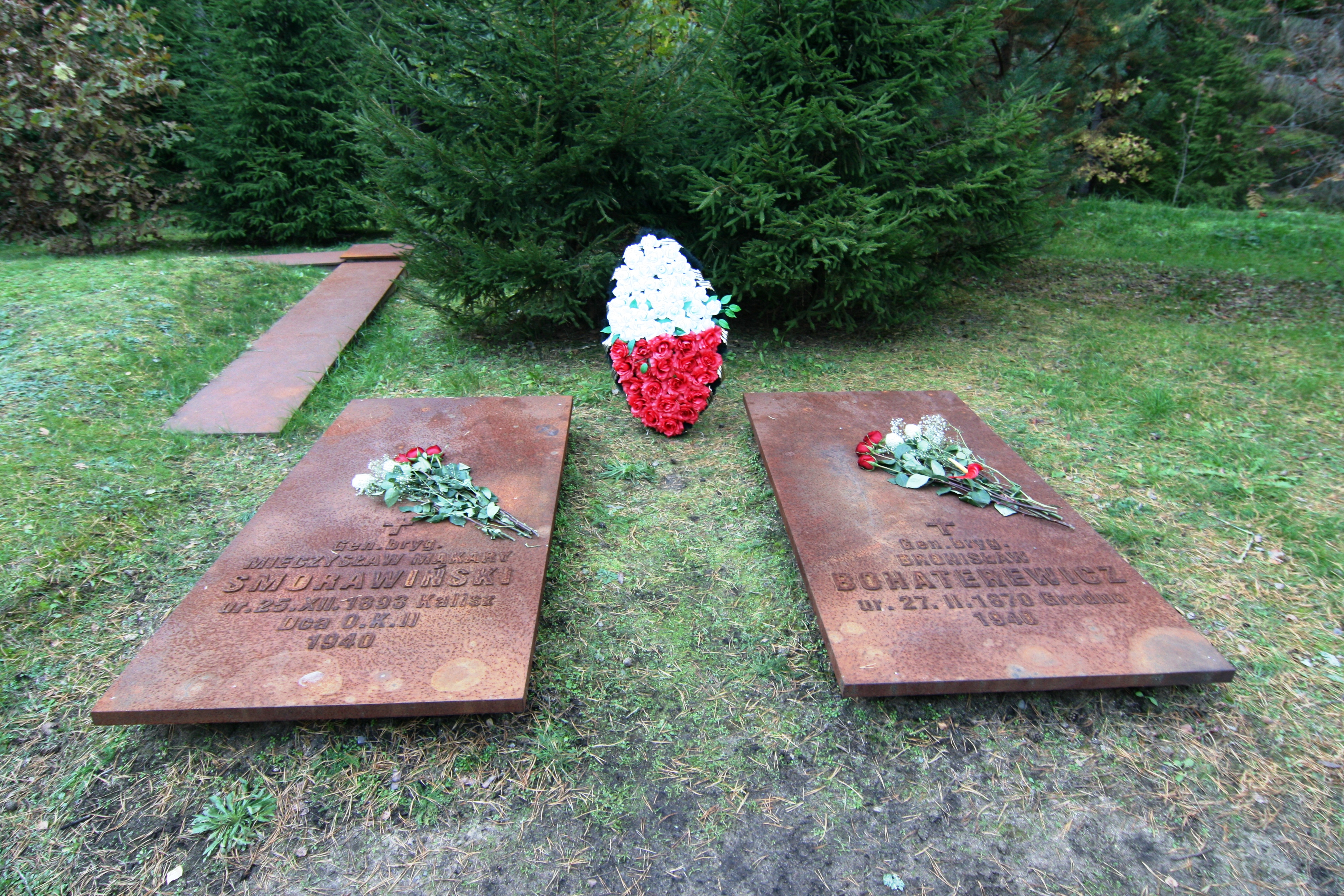
Groby generałów Smorawińskiego i Bohaterewicza w Katyniu (2010)

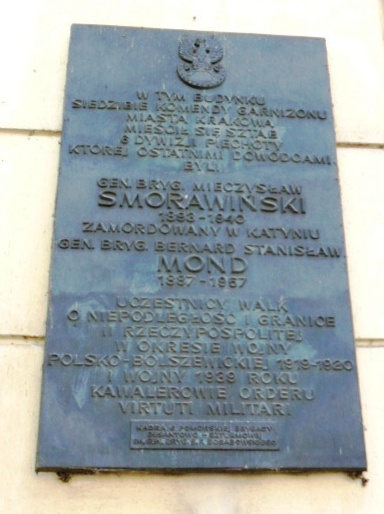
Tablica upamiętniająca gen. Smorawińskiego i gen. Bernarda Monda, znajdująca się w Krakowie na budynku w którym stacjonował sztab 6 DP

Mieczysław Makary Smorawiński  (ur. 25 grudnia 1893 w Kaliszu, zm. prawdop. 9 kwietnia 1940 w Katyniu) – generał brygady Wojska Polskiego, kawaler Orderu Virtuti Militari, ofiara zbrodni katyńskiej.

## Życiorys
Był drugim dzieckiem Jana Smorawińskiego, pochodzącego z miejscowości Pyzdry, i Marianny z Zagrodzkich. Miał siedmioro rodzeństwa. Ochrzczony został w styczniu 1894 w kościele św. Mikołaja Biskupa w Kaliszu. Mieszkał z rodziną w pobliskim Turku. Ukończył szkołę powszechną i polską Szkołę Handlową w Kaliszu. W 1911 za działalność niepodległościową w „Zarzewiu” został skazany na 6 miesięcy więzienia i zesłany do Jekaterynosławia. Następnie udał się do Lwowa, gdzie w 1912 złożył egzamin maturalny i podjął studia na wydziale chemii technicznej Szkoły Politechnicznej we Lwowie, które przerwał wybuch I wojny światowej. W czasie studiów we Lwowie należał od lutego 1912 do sierpnia 1914 do Drużyn Strzeleckich, w których odbył przeszkolenie wojskowe, a w 1914 ukończył kurs oficerski.
W chwili wybuchu I wojny światowej udał się do Krakowa, gdzie 16 sierpnia 1914 wstąpił do Legionów Polskich, do II Brygady Legionów 2 pułku piechoty, gdzie pełnił kolejno stanowiska dowódcy plutonu, kompanii i batalionu. Od 30 września 1914, gdy wraz z brygadą udał się na Węgry, był na froncie. Na froncie w ramach II Brygady Legionów walczył do 30 grudnia 1916. Po kryzysie przysięgowym pozostał w 2 pułku piechoty Polskiego Korpusu Posiłkowego do 30 stycznia 1918, po czym od 16 lutego do 30 października 1918 służył w Polskiej Sile Zbrojnej.
Od 1 listopada 1918 wstąpił do Wojska Polskiego. Został dowódcą II batalionu 8 pułku piechoty Legionów. Dowodził tym pododdziałem do dnia 13 lipca 1919; od 17 lutego do 5 maja 1919 pełnił obowiązki dowódcy 8 pułku piechoty Legionów i dowodził nim w walkach pod Lwowem w składzie brygady płk. Kulińskiego, następnie na froncie polsko-ukraińskim, Litwie i Białorusi.
W lipcu i sierpniu 1919 organizował i dowodził 9 pułkiem piechoty Legionów, a po jego zorganizowaniu powrócił do 8 pułku piechoty Legionów, którym dowodził do października 1919.
Od 10 listopada 1919 do 4 sierpnia 1920 był dowódcą 4 pułku piechoty Legionów, a następnie dowódcą IV Brygady Piechoty Legionów (4 sierpnia 1920–1 września 1921), która walczyła w rejonie Warszawy i Hrubieszowa (w tym czasie odniósł rany w walkach nad Huczwą i pod Zamościem). Ostatecznie walki brygada zakończyła w rejonie Lidy. Łącznie od I wojny światowej do 1921 był pięciokrotnie ranny (czwarte rany odniósł w bitwie pod Rawą Ruską 7 stycznia 1919).
Po zakończeniu wojny polsko-bolszewickiej 2 września 1921 został dowódcą piechoty dywizyjnej 2 Dywizji Piechoty Legionów. Obowiązki na tym stanowisku pełnił do 20 marca 1927. Od 8 września do 22 grudnia 1922 ukończył kurs dowódców pułków piechoty i piechoty dywizyjnej w Rembertowie. W czasie przewrotu majowego (1926) opowiedział się po stronie Józefa Piłsudskiego i 13 maja 1926 wyruszył z Kielc, gdzie stacjonowała 2 Dywizja Piechoty Legionów, do Warszawy na czele oddziału wydzielonego z dywizji aby wesprzeć oddziały wierne Piłsudskiemu.
Następnie 19 marca 1927 został mianowany dowódcą 6 Dywizji Piechoty w Krakowie, stanowisko objął 21 marca i zajmował je do października 1932.
1 stycznia 1928 prezydent RP Ignacy Mościcki awansował go na generała brygady ze starszeństwem z dniem 1 stycznia 1928 i 9 lokatą w korpusie generałów. Był wówczas najmłodszym generałem w Wojsku Polskim.
Akta osobowe przechowywane w Centralnym Archiwum Wojskowym zawierają opinię zwierzchników służbowych o Mieczysławie Smorawińskim:

Charakter nieskazitelny. Wymagający od innych, surowy dla siebie, a jednak wyrozumiały i sprawiedliwy. Przy bardzo dużej ambicji pracy – skromny i umie ukryć własne zasługi.

Od października 1932 do października 1934 był zastępcą dowódcy Okręgu Korpusu nr III w Grodnie, a od października 1934 do września 1939 dowódcą Okręgu Korpusu Nr II w Lublinie. W przeddzień wybuchu wojny organizował 39 Rezerwową Dywizję Piechoty i bazy zaopatrzeniowe dla 3 Dywizji Piechoty Legionów.
W chwili wybuchu II wojny światowej, będąc dowódcą Okręgu Korpusu Nr II w Lublinie, organizował mobilizację oddziałów oraz bazy zaopatrzenia dla walczących oddziałów. Do 14 września 1939 przebywał w Lublinie, a następnie udał się zgodnie z rozkazem Kwatermistrza Wojska Polskiego początkowo do Kowla, a potem do Włodzimierza Wołyńskiego.
17 września 1939, po agresji ZSRR na Polskę zakazał podległym mu oddziałom otwarcia ognia do nacierających oddziałów Armii Czerwonej, a także podjął decyzję o demobilizacji szeregowych i podoficerów zgrupowania we Włodzimierzu Wołyńskim, a pozostałym doradzał przebijanie się do Rumunii i na Węgry (we wrześniu 1939 jego adiutantem był por. Stanisław Kretkowski). Po dotarciu Armii Czerwonej do Włodzimierza Wołyńskiego rozpoczął z nią pertraktacje, a 20 września 1939 zgodnie z porozumieniem miał udać się z podległymi oddziałami w kierunku Bugu, lecz po wyruszeniu kolumna została zatrzymana, a następnie ogłoszono, że od tego momentu są jeńcami wojennymi. Gen. Smorawiński przebywał w kilku obozach jenieckich, m.in. 22 września 1939 w Szepetówce, ostatecznie pod koniec 1939 umieszczony w obozie w Kozielsku.
Z kilku ocalonych dzienników jeńców Kozielska jednoznacznie wynika, że generałowie Mieczysław Smorawiński, Bronisław Bohaterewicz i Henryk Minkiewicz oraz ok. 120 oficerów wyższych, w tym także Adam Solski, zostali wywiezieni z obozu 7 kwietnia 1940. Istnieje prawdopodobieństwo, iż jego egzekucja mogła nastąpić 9 kwietnia tego roku, jako że generał znajdował się na jednej liście wywózkowej wraz z Adamem Solskim, który prowadził pamiętnik z ostatnim wpisem tego dnia, relacjonującym przewiezienie do lasu i rewizję. W 1943 jego ciało zostało zidentyfikowane w toku ekshumacji prowadzonych przez Niemców (przy zwłokach zostały odnalezione dokumenty potwierdzające adres jego zamieszkania w Lublinie, książeczka oszczędnościowa PKO, legitymacja osobowa, legitymacja Krzyża Srebrnego Orderu Virtuti Militari nr 2948 z 1 maja 1933, papierośnica, złoty pierścionek, dwa medaliki). Na terenach polskich, okupowanych od 1939 przez Niemców, wydanie czasopisma „Goniec Krakowski” z 16 kwietnia 1943, oraz „Ilustrowany Kurier Polski” nr.16 z 18 kwietnia 1943 poinformowało wówczas o ekshumacji ciał polskich żołnierzy w Katyniu i zidentyfikowaniu m.in. zwłok gen. Smorawińskiego. Mieczysław Smorawiński był jednym z dwóch zidentyfikowanych generałów (obok gen. Bronisława Bohaterewicza). Obaj generałowie zostali wówczas ponownie pochowani w osobnych trumnach w dołach wraz z podkomendnymi na terenie obecnego Polskiego Cmentarza Wojennego w Katyniu, który został oficjalnie otwarty 28 lipca 2000. W 1995 ekipa archeologów pod przewodnictwem prof. Mariana Głoska podczas badań odnalazła trumny ze zwłokami generałów B. Bohatyrewicza i M. Smorawińskiego, po czym w październiku tego roku w Katyniu odbył się ich uroczysty pogrzeb.
Jego żoną była Helena z Danielewiczów, którą poznał w 1916 u rodziny w Charsznicy podczas rekonwalescencji po odniesionych ranach. Poślubił ją 6 października 1920 w kościele parafialnym w Turku. Miał córkę Marię i syna Jerzego. Mieszkał w Pałacu Lubomirskich w Lublinie na Placu Litewskim 3, gdzie mieściła się siedziba dowództwa Okręgu Korpusu Nr II.

Żona generała, Helena (1893-1981) została pochowana na Cmentarzu Rakowickim w Krakowie. Syn generała, Jerzy (1924-1991) spoczął na Cmentarzu Salwatorskim w Krakowie natomiast córka generała, Maria, po mężu Chmielnikowska- (1922-1982) spoczęła na Cmentarzu Komunalnym w Sopocie.
Postanowieniem nr 112-48-07 prezydenta RP Lecha Kaczyńskiego z 5 października 2007 został awansowany pośmiertnie do stopnia generała dywizji. Awans został ogłoszony 9 listopada 2007 w Warszawie, w trakcie uroczystości „Katyń Pamiętamy – Uczcijmy Pamięć Bohaterów”.

## Upamiętnienie
Tablice upamiętniające generała Mieczysława Smorawińskiego umieszczono: w 1985 w kościele Matki Bożej Zwycięskiej w Lublinie, kilka lat później w kościele Najświętszej Maryi Panny z Lourdes w Krakowie, w 1991 w Krakowie na budynku w którym stacjonował sztab 6 Dywizji Piechoty przy placu Marii Magdaleny. Tablica pamiątkowa znajduje się również w Kościele Garnizonowym w Kaliszu (dawny kościół kolegium jezuickiego fundacji prymasa Stanisława Karnkowskiego) przy ulicy Kolegialnej.
9 kwietnia 2010 Technikum nr 2 w Kaliszu w Zespole Szkół Ekonomicznych nadano patronat gen. Mieczysława Smorawińskiego oraz na skwerze Inwalidów Wojennych odsłonięto kamień pamiątkowy i posadzono Dąb Pamięci (w uroczystościach uczestniczyły m.in. siostrzenica generała Anna Szyper oraz wnuczka Ewa Bąkowska, która dzień później zginęła w katastrofie polskiego samolotu Tu-154M w Smoleńsku). Ponadto Dąb Pamięci generała został posadzony w Gnieźnie.
W Lublinie ustanowiono Aleję gen. M. Smorawińskiego (przez przemianowanie części Alei Lenina, druga część otrzymała imię Władysława Andersa), ponadto jego patronat nadano ulicom w Ciechanowie, Świdniku i rodzinnym Turku.
Rada Miasta Krakowa uchwałą z dnia 26 lutego 2020 roku nadała imię generała Mieczysława Smorawińskiego ulicy położonej w Dzielnicy XVII Wzgórza Krzesławickie.
15 sierpnia 2014, w 94. rocznicę bitwy warszawskiej, na Cmentarzu Poległych w Bitwie Warszawskiej w Ossowie została odsłonięta w Ossowie tablica upamiętniająca ośmiu dowódców polskich oddziałów uczestniczących w walkach, którzy w 1940 zostali ofiarami zbrodni katyńskiej; upamiętnieni zostali gen. dyw. Stanisław Haller, gen. dyw. Henryk Minkiewicz, gen. dyw. Leonard Skierski, gen. bryg. Bronisław Bohaterewicz, gen. bryg. Kazimierz Łukoski, gen. bryg. Mieczysław Smorawiński, płk dypl. Stefan Kossecki, ppłk. Wilhelm Kasprzykiewicz.
W filmie fabularnym Katyń (2007) w reżyserii Andrzeja Wajdy w domniemaną postać gen. M. Smorawińskiego (jego nazwisko nie pada) wcielił się Jan Englert.
W roku 2021 TVP Historia wyprodukowała biograficzny film dokumentalny pt. Smorawiński w reż. Magdaleny i Rafała Kołodziejczyków.
24 lutego 2023 roku w Muzeum Narodowym w Lublinie otwarto wystawę poświęconą pamięci generała pt. Ostatni lokator pałacu Lubomirskich. Generał Mieczysław Smorawiński, na której zaprezentowano zbiory z największej w Polsce kolekcji związanej z osobą generała Smorawińskiego, która znajduje się w Muzeum Martyrologii „Pod Zegarem”. 
12 kwietnia 2024 roku w Muzeum Katyńskim otwarto wystawę Ostatni lokator pałacu Lubomirskich. Generał Mieczysław Smorawiński w nowej aranżacji. Ekspozycja będzie dostępna do 28 lipca 2024 roku.
Na starym cmentarzu parafialnym w Turku znajduje się jego grób symboliczny.

## Awanse
- chorąży – 1914
- podporucznik – 1915
- porucznik – 1915
- kapitan – 1916
- major – 1918
- podpułkownik – 1920
- pułkownik – 1922
- generał brygady – 1 stycznia 1928[40]
- generał dywizji – 5 października 2007 (pośmiertnie)

## Ordery i odznaczenia
- Krzyż Srebrny Orderu Wojskowego Virtuti Militari nr 2948 – 28 lutego 1921[10][41][16][42]
- Krzyż Komandorski Orderu Odrodzenia Polski – 10 listopada 1928[43][44][16][45]
- Krzyż Niepodległości – 12 maja 1931[46][47]
- Krzyż Walecznych czterokrotnie, po raz 2, 3 i 4 w 1921[48][16]
- Złoty Krzyż Zasługi – 19 marca 1931[49][50]
- Złota Odznaka Honorowa Ligi Obrony Powietrznej i Przeciwgazowej I stopnia[51]
- Państwowa Odznaka Sportowa[52]
- Medal Zasługi Wojskowej Signum Laudis (Austro-Węgry)
- Kawaler Orderu Legii Honorowej (Francja)[44]
- Medal Zwycięstwa („Médaille Interalliée”)[44]